# Eduardo Bailey Elizondo
Eduardo Bailey Elizondo (Monterrey, Nuevo León, 14 de octubre de 1961) es un político mexicano miembro del Partido Revolucionario Institucional. 
A continuación se presenta los cargos que ha desempeñado en el Servicio Público.
A partir del 27 de octubre de 2013 Bailey Elizondo es electo como presidente estatal del Partido Revolucionario Institucional en Nuevo León. 

## Formación Académica
1980-1984 Contador Público y Auditor egresado de la Facultad de Contaduría y Administración de la U.A.N.L.
Experiencia Laboral.
1979-1980 Coordinador Foro juvenil C.R.E.A. Nuevo León. Gobierno Federal.
1981-1982 Despacho Contable Bailey y Asociados.
1982-1984 Director de Comercio de Monterrey, R. Ayuntamiento de Monterrey.
1984-1985 Director de Ejecución de Ingresos, R. Ayuntamiento de Monterrey.
1986-1987 Jefe de Evaluación y Control Presupuestal, Coordinación Nacional de Delegaciones Estatales ISSSTE (Gobierno Federal).
1988-1989 Jefe de Operaciones Delegación ISSSTE, N. L.
1989-1991 Jefe Administrativo, Secretaria del R. Ayuntamiento de Monterrey.
1991-1992 Director de Promoción y Gestión Social, R. Ayuntamiento de Monterrey.
1992-1994 Tesorero del R. Ayuntamiento del Municipio de General Escobedo, N.L.
1995-1996 Director Administrativo del Palacio de Justicia de la Procuraduría General del Estado de N.L.
1997-2000 Síndico Primero del R. Ayuntamiento de General Escobedo, N.L.
2000	 Presidente Municipal de General Escobedo, Nuevo León.
1997-	 Director de la Empresa Pacific, INN, S.A.
1998-2000 Director Ejecutivo de la Asociación de Presidentes Municipales del Norte de México, A.C.
1998 director socio de la empresa Regio Buffet Inmobiliaria.
2000-2003 coordinador de Fortalecimiento Municipal.
2003-2006 diputado federal y coordinador de la Fracción Parlamentaria del Partido Revolucionario Institucional en la H. Cámara de Diputados por Nuevo León.
2006-2007 director general del ISSSTELEON.
2007-2009 subsecretario general de Gobierno.
2009 Candidato a diputado federal por el Distrito III, General Escobedo y San Nicolás de los Garza, N.L.
2016-2019 delegado de la Secretaría de Comunicaciones y Transportes (SCT) en Durango.

## Enlaces
- Eduardo Bailey Elizondo en la página oficial de la Cámara de Diputados Archivado el 7 de abril de 2012 en Wayback Machine.

| Predecesor: José Luis Murillo Torres            | Diputado federal por el Distrito 3 de Nuevo León 2009 - 2012 | Sucesor: Abel Guerra Garza        |
| Predecesor: José Guadalupe Villarreal Gutiérrez | Diputado federal por el Distrito 3 de Nuevo León 2003 - 2006 | Sucesor: José Luis Murillo Torres |
| Predecesor: Abel Guerra Garza                   | Presidente Municipal de General Escobedo, Nuevo León 2000    | Sucesor: Leonel Chávez Rangel     |

- Datos: Q2834643